# Cantó de Langeais
El cantó de Langeais  és un cantó francès del departament de l'Indre i Loira, situat al districte de Chinon. Té 9 municipis i el cap és Langeais.

## Municipis
- Avrillé-les-Ponceaux
- Cinq-Mars-la-Pile
- Cléré-les-Pins
- Ingrandes-de-Touraine
- Langeais
- Les Essards
- Mazières-de-Touraine
- Saint-Michel-sur-Loire
- Saint-Patrice

## Història
| Data d'elecció                           | Identitat           | Partit          | Qualitat |
| ---------------------------------------- | ------------------- | --------------- | -------- |
| 1945-19..                                | Henri Pellet        | Divers droite   |          |
| 19..-1982                                | M. Frémondière      | RI, després RPR |          |
| 1982-198.                                | M. Cottet           | Divers droite   |          |
| 198.-1988                                | Jean-Marie Gaillard | UDF             |          |
| 1988-2008                                | Alain Kergoat       | PS              |          |
| 2008-                                    | Jean Gouzy          | Divers gauche   |          |
| les dades anteriors no són pas conegudes |                     |                 |          |
|                                          |                     |                 |          |